# Los Gigantes
Los Gigantes (littéralement en français : « Les Géants ») sont une chaîne de montagne de la province de Córdoba en Argentine qui abrite l'un des plus hauts sommets de la chaîne des sierras Grandes, dans la région de la Pampa de Achala.

## Géographie

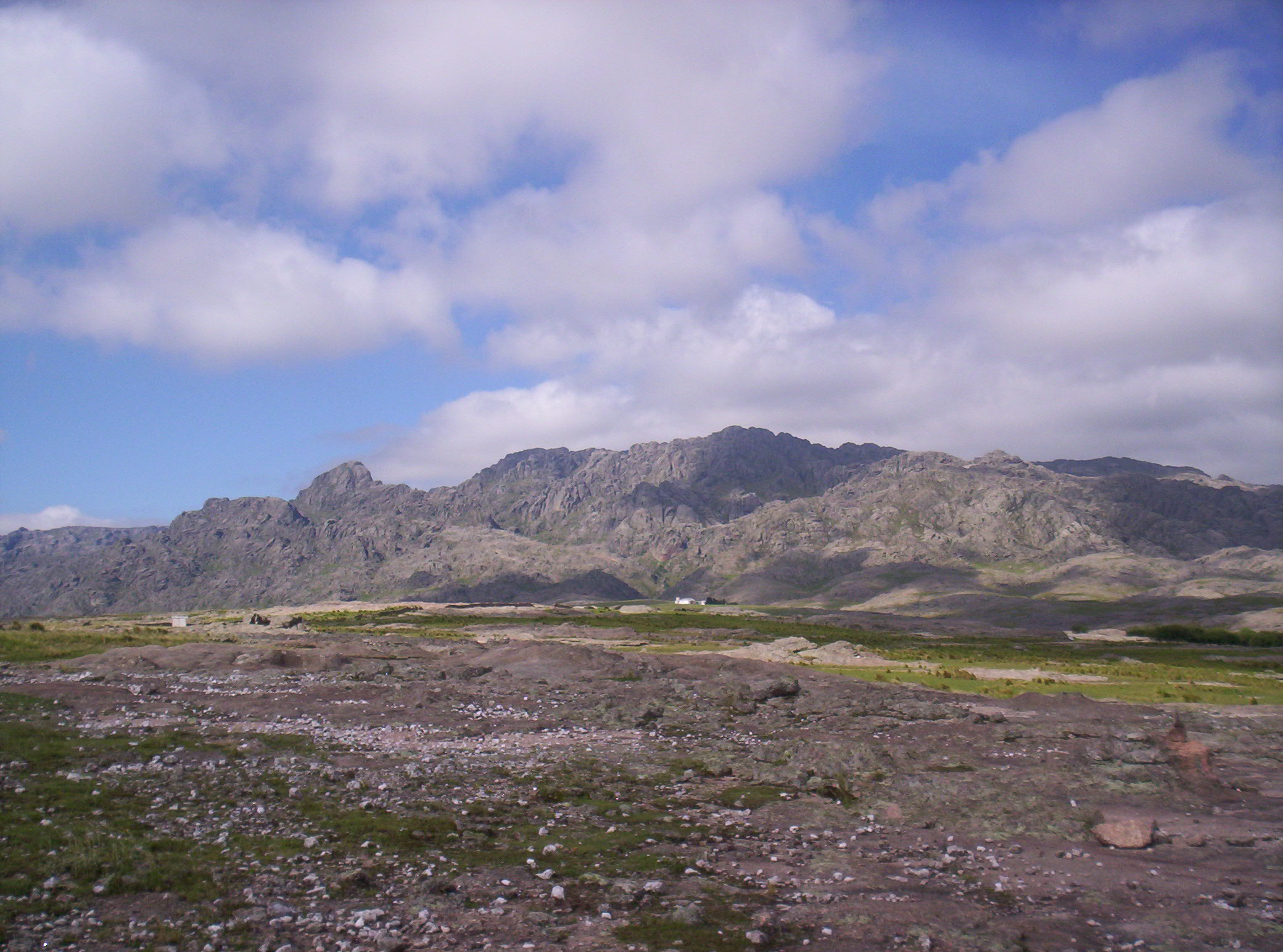
Vue de Los Gigantes.

Los Gigantes sont composés de grandes formations rocheuses avec des falaises granitiques et des roches calcaires, mais le massif est essentiellement formé par des collines, des ravins et des mogotes. La montagne est parcourue par des ruisseaux souterrains, des vallées et des gorges de roches granitiques qui ont été modelées par l'érosion. Plusieurs cascades et des grottes naturelles sont également présentes.
Son bassin versant comprend les rivières Icho Cruz et Yuspe, deux affluents du río Primero.

## Faune et flore
Les nombreuses grottes, qui servent de refuge pour les randonneurs, ont une température fraîche adaptée à la prolifération de différentes plantes et arbres comme le tabaquillo, des espèces de fougères, le romarin, la menthe poivrée, le lichen barbu, le Maitén et plusieurs espèces de graminées.
La montagne abrite également une faune variée avec des lézards, des grenouilles colorées, des serpents yararás, des lièvres, des renards culpeo, des pumas et de nombreux oiseaux parmi lesquels des condors, des vautours, des vanneaux et des perdrix.